# Districte de Bassein
El districte de Bassein fou un antic districte de Birmània sota domini britànic, part de la divisió de Pegu després de la divisió d'Irrawady. Població: (1872) 202.428, (1881) 268.169 (no inclosos els territoris separats després), (1891) 320.973, i (1901) 391.427. Capital Bassein (moderna Pathein). Rius principald el Irawadi o Irrawaddy avui Ayeyarwady, i el Bassein amb la boca de Thekkay-thaung; altres rius Pyamalaw amb la boca del seu nom i la de Pyinthalu, amb la boca de Daye-bhyu. Les muntanyes principals són la serralada d'Arakan a l'oest.

## Història
En la primera guerra anglobirmana (1824-1826) Bassein (Pathein) fou ocupada pels britànics (1824) però després evacuada pel tractat de Yandabu del 24 de febrer de 1826.
A la segona guerra anglobirmana (1852) la regió fou ocupada pels britànics (ja ho havia estat temporalment a la primera guerra de 1824-1826) i va restar possessió britànica; l'interior estava dominat per caps locals i bandits, com a independents o en nom del rei birmà com encarregats de reconquerir el país. Va començar una mena de guerra civil amb molts petits combats i destruccions.
Es va formar el districte de Bassein amb la província birmana i altres territoris del Sandoway (cap a l'oest de la serralada de l'Arakan) que després foren retornats a Sandoway. El gener de 1853 el capità Fytche, va aconseguir dispersar a les forces hostils a sud i sud-est, primer a Negrais i després cap al nord fins a Shwelaung destruint les tres places principals dels rebels. Una banda sota Mangyi Maung Nywung, ex governador de Bassein, fou derrotada i el cap mort. Al començament del març del 1853 les terres baixes estaven pacificades, excepte per algunes bandes de lladres. El gener de 1854 van esclatar disturbis i dos homes de nom Shwe Tu i Kyaw Zan Hia, ajudats per un monjo budista, van reunir un nombrós grup a les fronteres del districte i van ocupar Dounggyi, Ngathaing-Chaung i Regyi; la revolta fou reprimida per major Fytche amb una petita força d'europeus i 400 nadius, amb suport de forces dirigides pel major Baker i el tinent Shuldman; els caps foren morts o capturats. En endavant el districte va quedar pacificat.
El 1875 les viles de Shwe-loung i Pantanaw townships, a l'extrem oriental, foren excloses; el districte estava poc controlat i es produïen incidents i xocs amb bandes de bandits. Es va aixecar una força de 546 homes. El 1876 la policia regular de Bassein estava formada per 331 persones.
El districte estava dividit en 8 municipalitats: Yegyi, Sam-bey-run, Thabaung, Bassein, Bassein ciutat, Ngaputaw, Thi-kwin i Myaung-mya. La capital era Pathein fins al 1855 quan fou traslladada a Dalhousie (així anomenada pel governador general Lord Dalhousie) a la boca del riu Bassein, que fou destruïda per un tsunami el 1856 i el 1857 la capital va retornar a Bassein.
La població del districte el 1872 era de 270.200 persones; el 1881 de 389.419 amb 1699 pobles, dels que el principal era Pathein (5.355 habitants el 1881) seguit de Ngaputaw i Regyi Pandaw (on els talaing van lliurar la darrera batalla contra el rei Alaungpaya).
La municipalitat de Bassein, a l'esquerra del riu, tenia 48.367 habitants el 1881.
El 1901 el districte estava dividit en dos subdivisions (Bassein i Ngathainggyaung) amb 6 municipalitats (tres cada subdivisió):
- Subdivisió de Bassein
  - Bassein
  - Thabaung
  - Ngaputaw

Subdivisió de Ngathainggyaung 
- - Ngathainggyaung
  - Kyonpyaw
  - Kyaunggon

La municipalitat de Bassein tenia 1458 km² i una població de 94.301 el 1891 i 104.647 el 1901, amb capital a Bassein (31.864 habitants el 1901) i 518 pobles.
El 1893 una part del districte fou transferit al nou districte de Myaungmya. La revolta de Bogale el 1896 en coordinació amb una guerrila a l'Alta Birmània fou l'únic conflicte durant el domini britànic.
Bassein va restar en mans dels britànics fins al 1941 quan va ser ocupat pels japonesos. El 1945 els britànics van recuperar la zona. El 1948 va formar part de la Birmània independent com un districte de la divisió d'Irrawady (reanomenada divisió d'Ayeyarwady el 1989), amb el nom de districte de Bassein fins a 1989, sent llavors reanomenat districte de Pathein.